# فلجيت (المهرة)

تعديل مصدري - تعديل

فلجيت هي إحدى قرى عزلة قشن بمديرية قشن التابعة لمحافظة المهرة، بلغ تعداد سكانها 109 نسمة حسب تعداد اليمن لعام 2004.